# Stare Sady (Mikołajki)
Stare Sady (deutsch Schaden) ist ein Dorf in der polnischen Woiwodschaft Ermland-Masuren. Es gehört zur Stadt- und Landgemeinde Mikołajki (Nikolaiken) im Powiat Mrągowski (Kreis Sensburg).

## Geographische Lage
Stare Sady liegt am Westufer des Talter Gewässers (polnisch Jezioro Tałty) inmitten der Woiwodschaft Ermland-Masuren. Bis zur Stadt Mikołajki sind es fünf Kilometer in südöstlicher Richtung, und die Kreisstadt Mrągowo (deutsch Sensburg) liegt 16 Kilometer in westlicher Richtung.

## Geschichte
Das Gründungsjahr von Schaden ist das Jahr 1499. Am 8. April 1874 wurde das Dorf Sitz und namensgebend für einen Amtsbezirk, der bis 1945 bestand und zum Kreis Sensburg im Regierungsbezirk Gumbinnen (ab 1905: Regierungsbezirk Allenstein) in der preußischen Provinz Ostpreußen gehörte. In die Landgemeinde Schaden waren die Ortschaften Doschen (polnisch Dosie, nicht mehr existent), Neu Schaden (Nowe Sady) und Zymowo (1929 bis 1945 Winterau, polnisch Cimowo) eingegliedert.
Aufgrund der Bestimmungen des Versailler Vertrags stimmte die Bevölkerung im Abstimmungsgebiet Allenstein, zu dem Schaden gehörte, am 11. Juli 1920 über die weitere staatliche Zugehörigkeit zu Ostpreußen (und damit zu Deutschland) oder den Anschluss an Polen ab. In Schaden stimmten 200 Einwohner für den Verbleib bei Ostpreußen, auf Polen entfielen keine Stimmen.
1945 wurde Schaden in Kriegsfolge mit dem gesamten südlichen Ostpreußen an Polen überstellt und erhielt die polnische Namensform „Stare Sady“. Es ist heute Sitz eines Schulzenamtes (polnisch Sołectwo) und als solches ein Ortsteil der Stadt- und Landgemeinde Mikołajki (Nikolaiken) im Powiat Mrągowski (Kreis Sensburg), bis 1998 der Woiwodschaft Suwałki, seither der Woiwodschaft Ermland-Masuren zugeordnet.

### Einwohnerzahlen
| Jahr | Anzahl |
| ---- | ------ |
| 1818 | 161    |
| 1839 | 264    |
| 1867 | 344    |
| 1898 | 326    |
| 1905 | 283    |
| 1910 | 284    |
| 1933 | 278    |
| 1939 | 266    |
| 2011 | 208.   |

### Amtsbezirk Schaden (1874–1945)
Der Amtsbezirk Schaden bestand bei seiner Errichtung 1874 aus sieben Dörfern, am Ende waren es noch vier:
| Name       | Geänderter Name 1938 bis 1945 | Polnischer Name | Bemerkungen                       |
| ---------- | ----------------------------- | --------------- | --------------------------------- |
| Heydebruch |                               |                 | nach Prawdowen eingegliedert      |
| Klonn      | Zwerghöfen                    | Klon            | 1928 nach Selbongen eingegliedert |
| Lubjewen   | Grünbruch                     | Lubiewo         |                                   |
| Neuwalde   |                               | Wioska          | nach Prawdowen eingegliedert      |
| Prawdowen  | (ab 1929:) Wahrendorf         | Prawdowo        |                                   |
| Schaden    |                               | Stare Sady      |                                   |
| Selbongen  |                               | Zełwągi         |                                   |

Am 1. Januar 1945 gehörten zum Amtsbezirk Schaden die Orte: Grünbruch, Schaden, Selbongen und Wahrendorf.

## Kirche
Bis 1945 war Schaden – hier waren 1905 von 283 Einwohnern 274 evangelischer Konfession – in das Kirchspiel der Evangelischen Pfarrkirche Nikolaiken in der Kirchenprovinz Ostpreußen der Kirche der Altpreußischen Union und außerdem in die katholische – neun der 283 Einwohner waren 1905 katholisch – Pfarrkirche St. Adalbert Sensburg im Bistum Ermland eingegliedert.
Der Bezug der evangelischen Einwohner Stare Sady zur jetzt Mikołajki genannten Stadt besteht weiterhin, allerdings gehört sie jetzt zur Diözese Masuren der Evangelisch-Augsburgischen Kirche in Polen. Auch die katholischen Einwohner Stare Sadys sind jetzt nach Mikołajki im Bistum Ełk eingepfarrt.

## Verkehr
Stare Sady ist über Nowe Sady (Neu Schaden) und Prawdowo (Prawdowen, 1929 bis 1945 Wahrendorf) mit der Landesstraße 16 durch eine untergeordnete Nebenstraße verbunden. Ein Bahnanschluss besteht nicht.